# Tore Littmarck
Tore Robert Littmarck, född 23 januari 1921 i Högbo församling, Gävleborgs län, död 11 november 2007 i Norra Hagunda församling, Uppsala län, var en svensk präst, författare och psalmdiktare. 

## Biografi
Littmarck började sin yrkesbana som konsulent i KFUM:s scoutförbund och blev sedan internationellt engagerad i rörelsen. Mellan 1964 och 1970 var Tore Littmarck generalsekreterare för KFUM i Sverige. Han avslutade sin yrkeskarriär som kyrkoherde i Gamla Uppsala församling 1970–1986.
Tore Littmarck blev mest känd såsom en förnyare inom kyrklig psalm- och visdiktning och har tre psalmer i 1986 års psalmbok (där han har gjort både text och musik): Jag har ofta frågor, Herre (218), Jag skulle vilja våga tro (219) och Ett liv ur dina händer (384). I Verbums psalmbokstillägg (2003) finns hans psalm Var glad för Kristus lever (743), en psalm (521) som i likhet med Dela med dig (455) och Att leva är att fråga (577) återfinns i Psalmer och Sånger. I psalmbokstillägget finns även Över berg och dal (752) med. Också i Psalmer i 2000-talet har Littmarck medverkat genom Ett heligt arv är kyrkan (922).
Alla uppskattade dock inte Littmarcks psalmer. Två av de verk som fick stor spridning var Gud går här på jorden och Dela med dig, men de kom inte med i psalmboken. En av Littmarcks mest kända, Jag har ofta frågor, Herre, kritiserades när det första förslaget till ny psalmbok var uppe för beslut i kyrkomötet 1975. ”Man tyckte att den inte gav något klart svar”, har psalmdiktaren och hymnologen Per Olof Nisser berättat.
Littmarcks första stora upplevelse av kyrkomusik var när han fick lyftas av en kör och sjunga med i Johannespassionen. Senare har han sysslat en hel del med visor, calypso och annat. Han sade vid något tillfälle, att ”bärandet av budskapet i ord buret av musik talar direkt till mitt hjärta, personligt, och man bär det med sig många år efteråt”.
Förlagschefen Kerstin Kyhlberg Engvall har understrukit Littmarcks stora betydelse för psalm- och sångdiktningen, eftersom han lyfter fram tvivel och vägen till tro, och hon ger som exempel två som hon säger underbara psalmer:  ”Både Jag har ofta frågor, Herre och Jag skulle vilja våga tro är oerhört älskade och sjungs gärna. Det är en typ av psalmer som vi inte har så gott om. Texterna säger att man inte behöver vara färdig med sin tro, man får vara med på resan ändå, säger hon.[källa behövs]
Per Olof Nisser tecknar bilden av den kyrka där Tore Littmarck var en av pionjärerna inom den nya psalmen och kyrkliga visan: efter det ideologilösa 1950-talet växte ett nyfött medvetande om världssvält, miljöfrågor och Vietnamkriget fram på 1960-talet och födde nya sånger. ”Det var en stor och bred kulturrörelse och Tore Littmarck var en del av den. De nya psalmförfattarna fångade upp de nya strömningarna och kunde formulera de frågor som de unga hade.”[källa behövs]
Såsom ivrig ekumen kunde Tore Littmarck kritisera splittringen mellan de kristna samfunden. I egenskap av sekreterare inom Svenska ekumeniska nämndens utskott för lokalt ekumeniskt arbete ledde han tillsammans med utskottets ordförande Olle Engström i slutet av 1980-talet tretton konferenser, som fokuserade på lokal ekumenik. Det resulterade i boken Ekumeniken i praktiken, som han var redaktör för. Littmarck skrev ett flertal böcker och medverkade som andaktstalare i radion. Han är gravsatt på Uppsala gamla kyrkogård.